# Lee Bae-young
Dans ce nom coréen, le nom de famille, Lee, précède le nom personnel.
Lee Bae-Young, né le 10 décembre 1979, est un haltérophile sud-coréen.

## Biographie
Aux Jeux olympiques d'été de 2000, il se classe 7e dans la catégorie des moins de 69 kg.
Il remporte la médaille d'argent dans la catégorie des moins de 69 kg aux Championnats du monde d'haltérophilie de 2003, après que Vladislav Lukanin ait été contrôlé positif aux substances interdites et ait perdu sa médaille d'argent,
Il participe aux Jeux olympiques d'été de 2004 et remporte la médaille d'argent dans la catégorie des moins de 69 kg
Lors des Championnats du monde d'haltérophilie de 2005 il remporte également la médaille d'argent dans la catégorie des moins de 69 kg.